# Rockenbauer Pál Dél-dunántúli Kéktúra
Az Rockenbauer Pál Dél-dunántúli Kéktúra (röviden RP-DDK) a Dél-Dunántúlon áthaladó túraút. A hozzá kapcsolódó jelvényszerző mozgalom szervezését, az útvonal jelzéseinek és pecsételőhelyeinek karbantartását a Magyar Természetjáró Szövetség végzi.
Az Országos Kéktúra, a Rockenbauer Pál Dél-dunántúli Kéktúra és az Alföldi Kéktúra alkotja együtt az Országos Kékkört.

## Története
1974-ben jelölték ki a Dél-Dunántúli Kéktúra útvonalát Kaposvártól Szekszárdig. 1989-ben az …és még egymillió lépés című sorozat hatására meghosszabbították az Írott-kőig, és a sorozat rendezője Rockenbauer Pál tiszteletére felvette a Rockenbauer Pál Dél-Dunántúli Kéktúra nevet, a mostani útvonal azonban már elkerüli Kaposvárt.

## Útvonala
A túraútvonal az Országos Kéktúra nyugati végpontjától az Írott-kőtől indul, és délen Szekszárdon, az Alföldi Kéktúra kezdőpontjánál ér véget.
| Szakasz kezdete                 | Szakasz vége                    | Táv (km) |
| ------------------------------- | ------------------------------- | -------- |
| Írott-kő                        | Bozsok                          | 8        |
| Bozsok                          | Szombathely-Olad                | 14,4     |
| Szombathely-Olad                | Nárai előtt közút kereszteződés | 9,5      |
| Nárai előtt közút kereszteződés | Ják                             | 9,1      |
| Ják                             | Egyházasrádóc                   | 8,9      |
| Egyházasrádóc                   | Molnaszecsőd                    | 9,05     |
| Molnaszecsőd                    | Döröske                         | 4,0      |
| Döröske                         | Döbörhegy                       | 2,5      |
| Döbörhegy                       | Szarvaskend                     | 2,5      |
| Szarvaskend                     | Nagymizdó                       | 2,2      |
| Nagymizdó                       | Katafa                          | 4,06     |
| Katafa                          | Nádasd                          | 1,9      |
| Nádasd                          | Halogy                          | 4,4      |
| Halogy                          | Hímfai-tó                       | 2,4      |
| Hímfai-tó                       | Felsőmarác                      | 4,2      |
| Felsőmarác                      | Ivánc                           | 1,85     |
| Ivánc                           | Hegyhátszentmárton              | 1,3      |
| Hegyhátszentmárton              | Kondorfa                        | 11,3     |
| Kondorfa                        | Szalafő                         | 6,5      |
| Szalafő                         | Őriszentpéter                   | 7,5      |
| Őriszentpéter                   | Bajánsenye                      | 6,1      |
| Bajánsenye                      | Kercaszomor                     | 5,94     |
| Kercaszomor                     | Magyarszombatfa                 | 3,6      |
| Magyarszombatfa                 | Gödörháza                       | 4,46     |
| Gödörháza                       | Velemér                         | 2,72     |
| Velemér                         | Szentgyörgyvölgy                | 5,2      |
| Szentgyörgyvölgy                | Felsőszenterzsébet              | 5,05     |
| Felsőszenterzsébet              | Alsószenterzsébet               | 2,27     |
| Alsószenterzsébet               | Kerkakutas                      | 3,06     |
| Kerkakutas                      | Pusztaszentpéter                | 6,87     |
| Pusztaszentpéter                | Felsőcsöde                      | 3,32     |
| Felsőcsöde                      | Zalalövő                        | 5,94     |
| Zalalövő                        | Kustánszeg                      | 15,57    |
| Kustánszeg                      | Kislengyel                      | 3,14     |
| Kislengyel                      | Becsvölgye                      | 5,41     |
| Becsvölgye                      | Petrikeresztúr                  | 4,06     |
| Petrikeresztúr                  | Zalatárnok                      | 6,15     |
| Zalatárnok                      | Szentkozmadombja                | 2,45     |
| Szentkozmadombja                | Rádiháza                        | 3,85     |
| Rádiháza                        | Szentpéterfölde                 | 6,42     |
| Szentpéterfölde                 | Lasztonya                       | 9,55     |
| Lasztonya                       | Lispeszentadorján               | 4,63     |
| Lispeszentadorján               | Bázakerettye                    | 3,94     |
| Bázakerettye                    | Kistolmácsi-tó                  | 4,16     |
| Kistolmácsi-tó                  | Borsfa                          | 5,95     |
| Borsfa                          | Valkonya                        | 2,92     |
| Valkonya                        | Homokkomárom                    | 12,45    |
| Homokkomárom                    | Palin                           | 8,47     |
| Palin                           | Nagybakónak                     | 9,99     |
| Nagybakónak                     | Öröm-hegy, Postás kulcsosház    | 4,55     |
| Öröm-hegy, Postás kulcsosház    | Zalakaros                       | 9,6      |
| Zalakaros                       | Galambok                        | 3,04     |
| Galambok                        | Zalakomár                       | 3,99     |
| Zalakomár                       | Ormándkastély                   | 2,8      |
| Ormándkastély                   | Nemesvid                        | 7,1      |
| Nemesvid                        | Kisvid                          | 4,5      |
| Kisvid                          | Nagyszakácsi                    | 3,62     |
| Nagyszakácsi                    | Mesztegnyő                      | 9,38     |
| Mesztegnyő                      | Felsőkak vasútállomás           | 8,57     |
| Felsőkak vasútállomás           | Újvárfalva                      | 9,95     |
| Újvárfalva                      | Somogysárd                      | 3,4      |
| Somogysárd                      | Kaposmérő                       | 14,28    |
| Kaposmérő                       | Kaposdada                       | 3,56     |
| Kaposdada                       | Szenna                          | 4,2      |
| Szenna                          | Patca                           | 4,05     |
| Patca                           | Szilvásszentmárton              | 2,93     |
| Szilvásszentmárton              | Zselickisfalud, Vándor kh.      | 1,68     |
| Zselickisfalud, Vándor kh.      | Ropolypuszta                    | 7,67     |
| Ropolypuszta                    | Simonfa, Meteor kh.             | 9,39     |
| Simonfa, Meteor kh.             | Gálosfa                         | 6,7      |
| Gálosfa                         | Felsőkövesd                     | 11,27    |
| Felsőkövesd                     | Alsókövesd                      | 2,09     |
| Alsókövesd                      | Abaliget, vá.                   | 14,15    |
| Abaliget, vá.                   | Abaliget, barlang               | 5,09     |
| Abaliget, barlang               | volt Petőc akna                 | 3,72     |
| volt Petőc akna                 | Jakab-hegy                      | 3,01     |
| Jakab-hegy                      | Patacsi-mező                    | 2,05     |
| Patacsi-mező                    | Remete-rét                      | 2,98     |
| Remete-rét                      | Büdös-kúti kulcsosház           | 1,75     |
| Büdös-kúti kulcsosház           | Fehér-kúti kulcsosház           | 4,38     |
| Fehér-kúti kulcsosház           | Árpádtető                       | 3,25     |
| Árpádtető                       | Zobákpuszta                     | 11,29    |
| Zobákpuszta                     | Kisújbánya                      | 7,33     |
| Kisújbánya                      | Óbánya                          | 3,94     |
| Óbánya                          | régi 6-os út                    | 5,45     |
| régi 6-os út                    | Apátvarasd-telep                | 2,51     |
| Apátvarasd-telep                | Héthárs pihenő                  | 5,87     |
| Héthárs pihenő                  | Bátaapáti                       | 6,2      |
| Bátaapáti                       | Henrik-forrás                   | 3,2      |
| Henrik-forrás                   | Mórágy                          | 3,46     |
| Mórágy                          | Kismórágy                       | 2,88     |
| Kismórágy                       | Szálka                          | 6,6      |
| Szálka                          | Grábóc                          | 3,5      |
| Grábóc                          | Sötét-völgy                     | 9,4      |
| Sötét-völgy                     | Remete kápolna                  | 8,04     |
| Remete kápolna                  | Szekszárd                       | 3,0      |
|                                 | Összesen:                       | 540,7    |

## További információ
- A Rockenbauer Pál Dél-dunántúli Kéktúra bemutatása. www.kektura.click.hu. (Hozzáférés: 2019. január 29.)
- Rockenbauer Pál Dél-dunántúli Kéktúra. (Hozzáférés: 2019. január 29.)
- Boglári Utazók